# Panamerikanische Spiele 2015/Leichtathletik

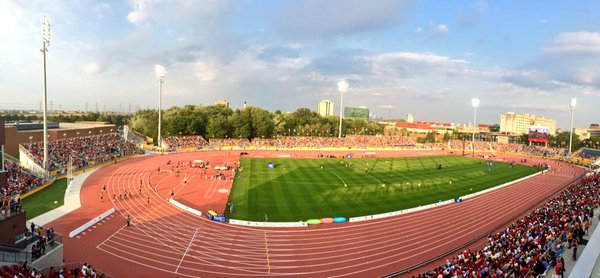
CIBC Pan Am und Parapan Am Athletics Stadium (2015)

Bei den Panamerikanischen Spielen 2015 in Toronto (Kanada) wurden in der Leichtathletik vom 19. Juli bis zum 26. Juli 47 Wettbewerbe ausgetragen, davon 24 für Männer und 23 für Frauen.

## Medaillenspiegel
| Platz  | Land                           | Gold | Silber | Bronze | Gesamt |
| ------ | ------------------------------ | ---- | ------ | ------ | ------ |
| 01     | Vereinigte Staaten             | 13   | 15     | 13     | 41     |
| 02     | Kanada                         | 11   | 7      | 9      | 27     |
| 03     | Kuba                           | 5    | 3      | 1      | 9      |
| 04     | Jamaika                        | 3    | 3      | 2      | 8      |
| 05     | Trinidad und Tobago            | 3    | 2      | 1      | 6      |
| 06     | Mexiko                         | 3    | 1      | 2      | 6      |
| 07     | Brasilien                      | 2    | 5      | 6      | 13     |
| 08     | Kolumbien                      | 2    | 1      | 1      | 4      |
| 09     | Bahamas                        | 1    | 2      | 1      | 4      |
| 10     | Ecuador                        | 1    | 1      | 1      | 3      |
| 11     | Dominikanische Republik        | 1    | —      | —      | 1      |
| 11     | St. Lucia                      | 1    | —      | —      | 1      |
| 11     | Venezuela                      | 1    | —      | —      | 1      |
| 14     | Argentinien                    | —    | 1      | 2      | 3      |
| 14     | Barbados                       | —    | 1      | 2      | 3      |
| 16     | Antigua und Barbuda            | —    | 1      | —      | 1      |
| 16     | Grenada                        | —    | 1      | —      | 1      |
| 16     | Guatemala                      | —    | 1      | —      | 1      |
| 16     | Puerto Rico                    | —    | 1      | —      | 1      |
| 21     | Chile                          | —    | —      | 2      | 2      |
| 21     | Uruguay                        | —    | —      | 2      | 2      |
| 23     | Panama                         | —    | —      | 1      | 1      |
| 23     | St. Kitts und Nevis            | —    | —      | 1      | 1      |
| 23     | St. Vincent und die Grenadinen | —    | —      | 1      | 1      |
| Gesamt | Gesamt                         | 47   | 47     | 48     | 142    |

## Männer

### 100 m
| Platz | Athlet           | Land | Zeit (s) |
| ----- | ---------------- | ---- | -------- |
| 1     | Andre De Grasse  | CAN  | 10,05    |
| 2     | Ramon Gittens    | BAR  | 10,07    |
| 3     | Antoine Adams    | SKN  | 10,09    |
| 4     | Keston Bledman   | TRI  | 10,12    |
| 5     | Remontay McClain | USA  | 10,15    |
| 6     | Beejay Lee       | USA  | 10,17    |
| 7     | Jason Livermore  | JAM  | 10,17    |
| 8     | Levi Cadogan     | BAR  | 10,18    |

Finale: 22. Juli
Wind: 1,1 m/s

### 200 m
| Platz | Athlet             | Land | Zeit (s) |
| ----- | ------------------ | ---- | -------- |
| 1     | Andre De Grasse    | CAN  | 19,88    |
| 2     | Rasheed Dwyer      | JAM  | 19,90    |
| 3     | Alonso Edward      | PAN  | 19,90    |
| 4     | Roberto Skyers     | CUB  | 20,02    |
| 5     | Wallace Spearmon   | USA  | 20,11    |
| 6     | Miguel Francis     | ANT  | 20,20    |
| 7     | Yancarlos Martínez | DOM  | 20,47    |
| 8     | Beejay Lee         | USA  | 20,74    |

Finale: 24. Juli
Wind: 0,3 m/s

### 400 m
| Platz | Athlet          | Land | Zeit (s) |
| ----- | --------------- | ---- | -------- |
| 1     | Luguelín Santos | DOM  | 44,56    |
| 2     | Machel Cedenio  | TRI  | 44,70    |
| 3     | Kyle Clemons    | USA  | 44,84    |
| 4     | Nery Brenes     | CRC  | 44,85    |
| 5     | Jarrin Solomon  | TRI  | 45,20    |
| 6     | Winston George  | GUY  | 45,58    |
| 7     | Hugo de Sousa   | BRA  | 46,07    |
|       | Alberth Bravo   | VEN  | DQ       |

Finale: 23. Juli
Alberth Bravo wurde wegen eines Übertretens seiner Bahn disqualifiziert.

### 800 m
| Platz | Athlet             | Land | Zeit (min) |
| ----- | ------------------ | ---- | ---------- |
| 1     | Clayton Murphy     | USA  | 1:47,19    |
| 2     | Rafith Rodríguez   | COL  | 1:47,23    |
| 3     | Ryan Martin        | USA  | 1:47,73    |
| 4     | Ricardo Cunningham | JAM  | 1:48,65    |
| 5     | Cleiton Abrão      | BRA  | 1:48,82    |
| 6     | Aaron Evans        | BER  | 1:49,07    |
| 7     | Andrés Arroyo      | PUR  | 1:49,08    |
| 8     | Jo-Wayne Hibbert   | JAM  | 1:49,24    |

Finale: 23. Juli

### 1500 m
| Platz | Athlet                      | Land | Zeit (min) |
| ----- | --------------------------- | ---- | ---------- |
| 1     | Andrew Wheating             | USA  | 3:41,41    |
| 2     | Nathan Brannen              | CAN  | 3:41,66    |
| 3     | Charles Philibert-Thiboutot | CAN  | 3:41,79    |
| 4     | Carlos Díaz                 | CHI  | 3:42,09    |
| 5     | José Juan Esparza           | MEX  | 3:42,52    |
| 6     | Federico Bruno              | ARG  | 3:42,88    |
| 7     | Kyle Merber                 | USA  | 3:43,60    |
| 8     | Thiago André                | BRA  | 3:43,71    |

24. Juli

### 5000 m
| Platz | Athlet            | Land | Zeit (min) |
| ----- | ----------------- | ---- | ---------- |
| 1     | Juan Luis Barrios | MEX  | 13:46,47   |
| 2     | David Torrence    | USA  | 13:46,60   |
| 3     | Víctor Aravena    | CHI  | 13:46,94   |
| 4     | Garrett Heath     | USA  | 13:47,17   |
| 5     | Cameron Levins    | CAN  | 13:48,03   |
| 6     | Altobeli da Silva | BRA  | 13:49,00   |
| 7     | José Juan Esparza | MEX  | 13:51,50   |
| 8     | Lucas Bruchet     | CAN  | 13:56,09   |

25. Juli

### 10.000 m
| Platz | Athlet               | Land | Zeit (min) |
| ----- | -------------------- | ---- | ---------- |
| 1     | Mohammed Ahmed       | CAN  | 28:49,96   |
| 2     | Aron Rono            | USA  | 28:50,83   |
| 3     | Juan Luis Barrios    | MEX  | 28:51,57   |
| 4     | Shadrack Kipchirchir | USA  | 29:01,55   |
| 5     | Luis Ostos           | PER  | 29:03,93   |
| 6     | Bayron Piedra        | ECU  | 30:16,02   |
| 7     | Mario Pacay          | GUA  | 30:16,37   |
| 8     | Leslie Encina        | CHI  | 30:30,12   |

21. Juli

### Marathon

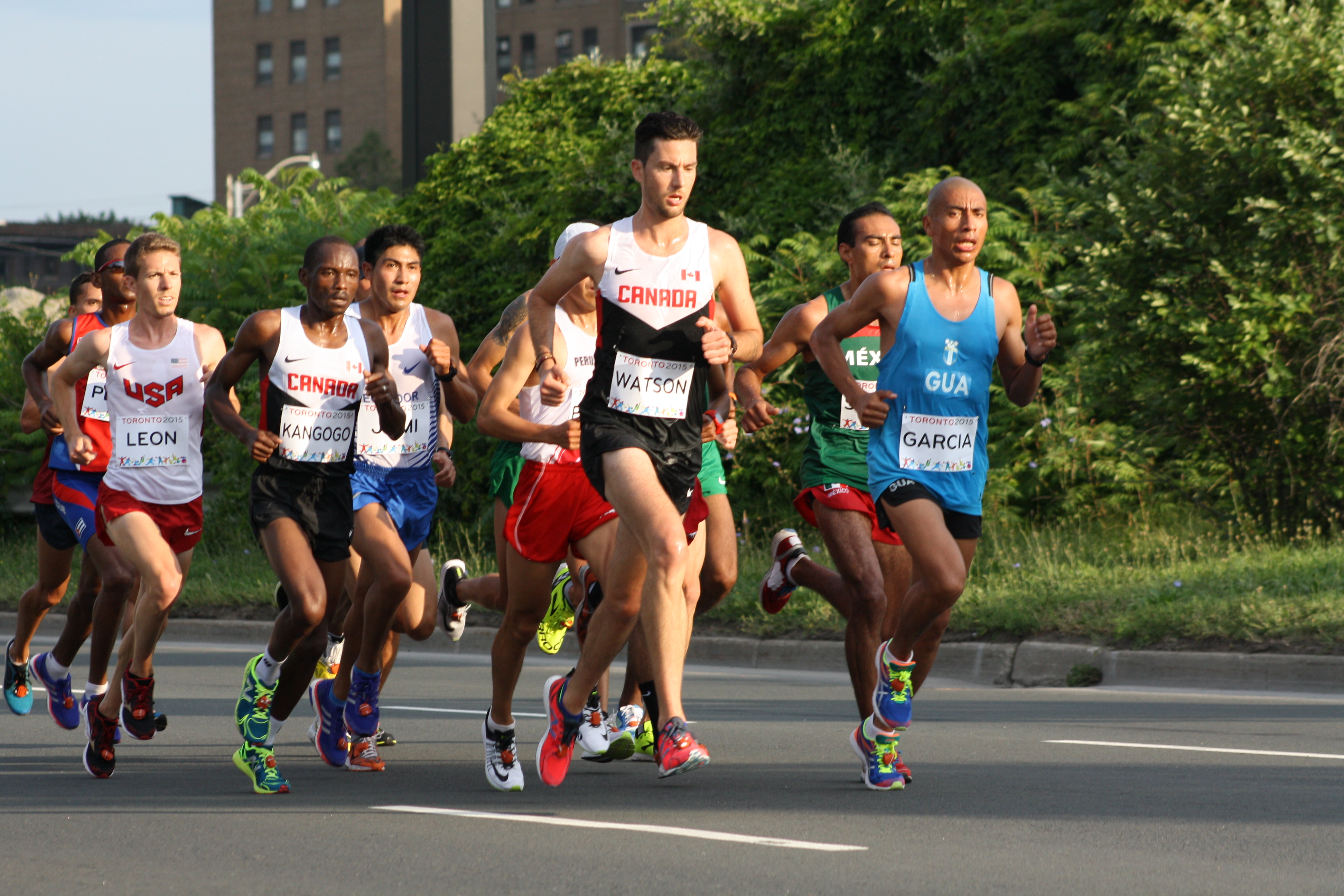
Marathonläufer bei den Panamerikanischen Spielen 2015

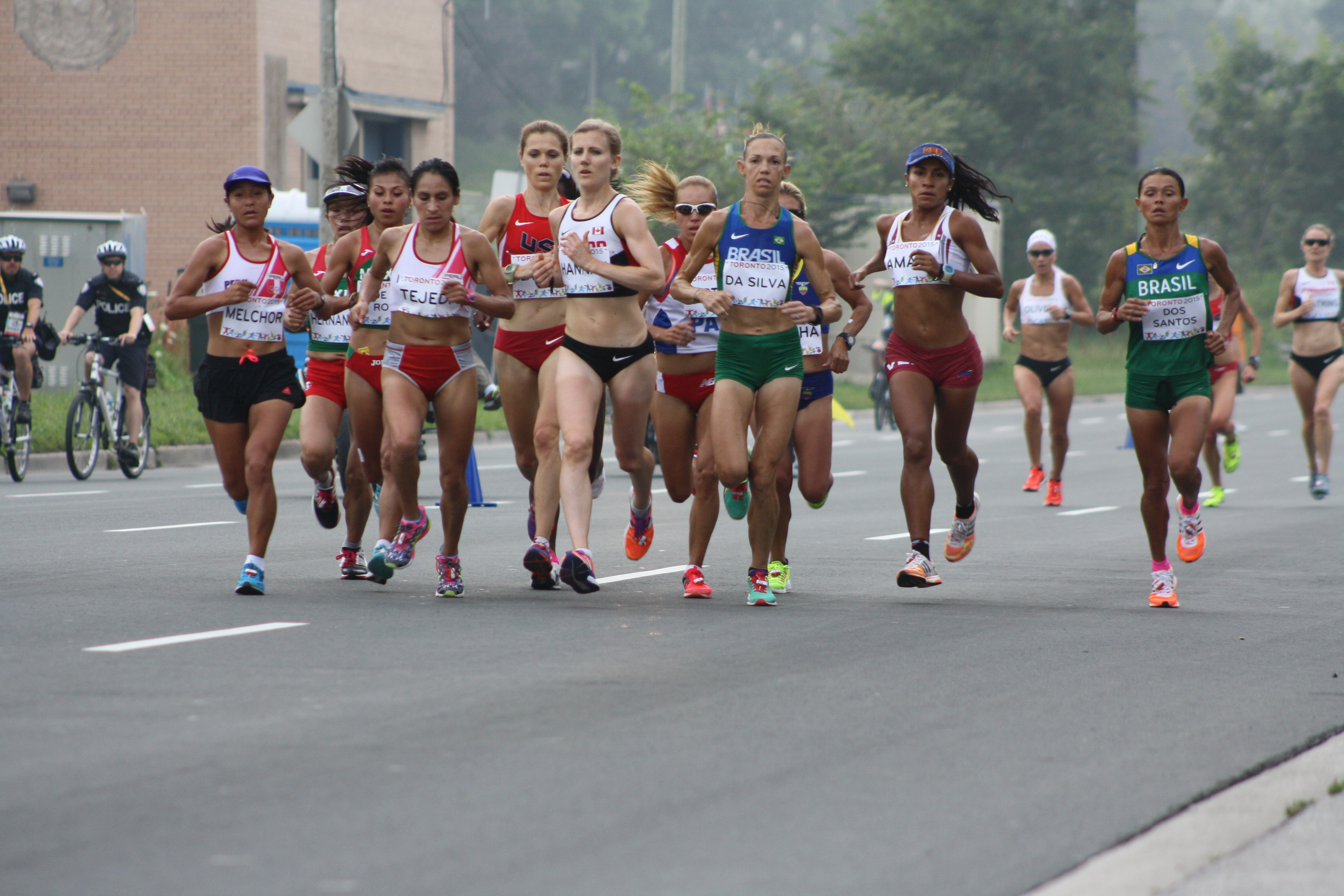
Führende Gruppe beim Marathon der Frauen

| Platz | Athlet               | Land | Zeit (h) |
| ----- | -------------------- | ---- | -------- |
| 1     | Richer Pérez         | CUB  | 2:17:04  |
| 2     | Raúl Pacheco         | PER  | 2:17:13  |
| 3     | Mariano Mastromarino | ARG  | 2:17:45  |
| 4     | Daniel Vargas        | MEX  | 2:17:57  |
| 5     | Craig Leon           | USA  | 2:19:26  |
| 6     | Tim Young            | USA  | 2:19:34  |
| 7     | Aguelmis Rojas       | URU  | 2:20:10  |
| 8     | Rob Watson           | CAN  | 2:23:43  |

25. Juli

### 110 m Hürden
| Platz | Athlet           | Land | Zeit (s) |
| ----- | ---------------- | ---- | -------- |
| 1     | David Oliver     | USA  | 13,07    |
| 2     | Mikel Thomas     | TRI  | 13,17    |
| 3     | Shane Brathwaite | BAR  | 13,21    |
| 4     | Greggmar Swift   | BAR  | 13,28    |
| 5     | Jhoanis Portilla | CUB  | 13,30    |
| 6     | Yordan O’Farrill | CUB  | 13,36    |
| 7     | Tyler Mason      | JAM  | 13,69    |
| 8     | Johnathan Cabral | CAN  | 14,07    |

Finale: 24. Juli
Wind: 0,8 m/s

### 400 m Hürden
| Platz | Athlet          | Land | Zeit (s) |
| ----- | --------------- | ---- | -------- |
| 1     | Jeffery Gibson  | BAH  | 48,51    |
| 2     | Javier Culson   | PUR  | 48,67    |
| 3     | Roxroy Cato     | JAM  | 48,72    |
| 4     | Kerron Clement  | USA  | 48,72    |
| 5     | Jeshua Anderson | USA  | 48,95    |
| 6     | Leford Green    | JAM  | 49,42    |
| 7     | Andrés Silva    | URU  | 49,48    |
| 8     | Mahau Suguimati | BRA  | 49,68    |

Finale: 23. Juli

### 3000 m Hindernis
| Platz | Athlet              | Land | Zeit (min) |
| ----- | ------------------- | ---- | ---------- |
| 1     | Matthew Hughes      | CAN  | 8:32,18    |
| 2     | Alex Genest         | CAN  | 8:33,83    |
| 3     | Cory Leslie         | USA  | 8:36,83    |
| 4     | Donald Cowart       | USA  | 8:49,00    |
| 5     | Mauricio Valdivia   | CHI  | 8:52,72    |
| 6     | Luis Enrique Ibarra | MEX  | 8:57,70    |
| 7     | José Peña           | VEN  | 8:59,40    |
| 8     | Jean Carlos Machado | BRA  | 9:04,21    |

21. Juli

### 4 × 100 m Staffel
| Platz | Land                | Athleten                                                                         | Zeit (s) |
| ----- | ------------------- | -------------------------------------------------------------------------------- | -------- |
| 1     | Vereinigte Staaten  | Beejay Lee Wallace Spearmon Kendal Williams Remontay McClain                     | 38,27    |
| 2     | Brasilien           | Gustavo dos Santos Vitor Hugo dos Santos Bruno de Barros Aldemir da Silva Júnior | 38,68    |
| 3     | Trinidad und Tobago | Rondel Sorrillo Keston Bledman Emmanuel Callender Dan-Neil Telesford             | 38,69    |
| 4     | Barbados            | Nicholas Deshong Levi Cadogan Burkheart Ellis Ramon Gittens                      | 38,79    |
| 5     | Dominikan. Republik | Stanly del Carmen Yoandry Andujar Deidy Montas Yancarlos Martínez                | 38,86    |
|       | Jamaika             | Jason Livermore Dexter Lee Bernardo Brady Sheldon Mitchell                       | DNF      |
|       | Antigua und Barbuda | Chavaughn Walsh Daniel Bailey Cejhae Greene Miguel Francis                       | DQ       |
|       | Kanada              | Gavin Smellie Andre De Grasse Brendon Rodney Aaron Brown                         | DQ       |

Finale: 25. Juli
Die kanadische Stafette, die in 38,06 s auf dem ersten Platz eingelaufen war, wurde wegen Überschreitens der Bahn durch Smellie und die Stafette aus Antigua und Barbuda wegen Übergabe des Staffelstabs außerhalb der Wechselraums disqualifiziert.

### 4 × 400 m Staffel
| Platz | Land                | Athleten                                                              | Zeit (min) |
| ----- | ------------------- | --------------------------------------------------------------------- | ---------- |
| 1     | Trinidad und Tobago | Renny Quow Jarrin Solomon Emanuel Mayers Machel Cedenio               | 2:59,60    |
| 2     | Kuba                | William Collazo Adrián Chacón Osmaidel Pellicier Yoandys Lescay       | 2:59,84    |
| 3     | Vereinigte Staaten  | Kyle Clemons James Harris Marcus Chambers Kerron Clement              | 3:00,21    |
| 4     | Bahamas             | LaToy Williams Michael Mathieu Alonzo Russell Jeffery Gibson          | 3:00,34    |
| 5     | Brasilien           | Pedro Luiz de Oliveira Wagner Cardoso Hederson Estefani Hugo de Sousa | 3:01,18    |
| 6     | Jamaika             | Jonia McDonald Dane Hyatt Javere Bell Ricardo Chambers                | 3:01,97    |
| 7     | Venezuela           | Alberth Bravo José Meléndez Arturo Ramírez Freddy Mezones             | 3:03,47    |
| 8     | Costa Rica          | Gary Robinson Nery Brenes Jarlex Lynch Gerald Drummond                | 3:05,21    |

Finale: 25. Juli

### 20 km Gehen
| Platz | Athlet                  | Land | Zeit (h) |
| ----- | ----------------------- | ---- | -------- |
| 1     | Evan Dunfee             | CAN  | 1:23:06  |
| 2     | Iñaki Gómez             | CAN  | 1:24:25  |
| 3     | Caio Bonfim             | BRA  | 1:24:43  |
| 4     | Julio César Salazar     | MEX  | 1:25:11  |
| 5     | Éider Arévalo           | COL  | 1:25:50  |
| 6     | Marco Antonio Rodríguez | BOL  | 1:26:59  |
| 7     | Eder Sánchez            | MEX  | 1:28:16  |
| 8     | Juan Manuel Cano        | ARG  | 1:29:06  |

19. Juli

### 50 km Gehen
| Platz | Athlet             | Land | Zeit (h) |
| ----- | ------------------ | ---- | -------- |
| 1     | Andrés Chocho      | ECU  | 3:50:13  |
| 2     | Erick Barrondo     | GUA  | 3:55:57  |
| 3     | Horacio Nava       | MEX  | 3:57:28  |
| 4     | Jonnathan Cáceres  | ECU  | 4:00:58  |
| 5     | Cristian Berdeja   | MEX  | 4:05:44  |
| 6     | James Rendón       | COL  | 4:06:52  |
| 7     | Mario Alfonso Bran | GUA  | 4:15:06  |
| 8     | Cláudio dos Santos | BRA  | 4:18:08  |

26. Juli

### Hochsprung
| Platz | Athlet            | Land | Höhe (m) |
| ----- | ----------------- | ---- | -------- |
| 1     | Derek Drouin      | CAN  | 2,37     |
| 2     | Michael Mason     | CAN  | 2,31     |
| 3     | Donald Thomas     | BAH  | 2,28     |
| 4     | Jeron Robinson    | USA  | 2,28     |
| 4     | Jesse Williams    | USA  | 2,28     |
| 6     | Ryan Ingraham     | BAH  | 2,25     |
| 7     | Fernando Ferreira | BRA  | 2,20     |
| 7     | Edgar Rivera      | MEX  | 2,20     |

25. Juli

### Stabhochsprung
| Platz | Athlet              | Land | Höhe (m) |
| ----- | ------------------- | ---- | -------- |
| 1     | Shawnacy Barber     | CAN  | 5,80     |
| 2     | Germán Chiaraviglio | ARG  | 5,75     |
| 3     | Jacob Blankenship   | USA  | 5,40     |
| 3     | Mark Hollis         | USA  | 5,40     |
| 5     | Lázaro Borges       | CUB  | 5,40     |
| 6     | José Rodolfo Pacho  | ECU  | 5,00     |
| 6     | Jason Wurster       | CAN  | 5,00     |

21. Juli

### Weitsprung
| Platz | Athlet           | Land | Weite (m) |
| ----- | ---------------- | ---- | --------- |
| 1     | Jeff Henderson   | USA  | 8,54 w    |
| 2     | Marquise Goodwin | USA  | 8,27 w    |
| 3     | Emiliano Lasa    | URU  | 8,17 w    |
| 4     | Tyrone Smith     | BER  | 8,07 w    |
| 5     | Diego Hernández  | VEN  | 7,99 w    |
| 6     | Yunior Díaz      | CUB  | 7,90 w    |
| 7     | Jorge McFarlane  | PER  | 7,80 w    |
| 8     | Quincy Breell    | ARU  | 7,70 w    |

Finale: 22. Juli

### Dreisprung
| Platz | Athlet               | Land | Weite (m) |
| ----- | -------------------- | ---- | --------- |
| 1     | Pedro Pablo Pichardo | CUB  | 17,54 w   |
| 2     | Leevan Sands         | BAH  | 16,99     |
| 3     | Ernesto Revé         | CUB  | 16,94     |
| 4     | Yordanys Durañona    | DMA  | 16,72     |
| 5     | Jefferson Sabino     | BRA  | 16,43 w   |
| 6     | Samyr Laine          | HAI  | 16,43     |
| 7     | Miguel van Assen     | SUR  | 16,25     |
| 8     | Álvaro Cortez        | CHI  | 16,16     |

24. Juli

### Kugelstoßen
| Platz | Athlet           | Land | Weite (m) |
| ----- | ---------------- | ---- | --------- |
| 1     | O’Dayne Richards | JAM  | 21,69     |
| 2     | Tim Nedow        | CAN  | 20,53     |
| 3     | Germán Lauro     | ARG  | 20,24     |
| 4     | Darrell Hill     | USA  | 20,10     |
| 5     | Jonathan Jones   | USA  | 19,88     |
| 6     | Darlan Romani    | BRA  | 19,74     |
| 7     | Dillon Simon     | DMA  | 19,55     |
| 8     | Stephen Sáenz    | MEX  | 18,58     |

21. Juli

### Diskuswurf
| Platz | Athlet           | Land | Weite (m) |
| ----- | ---------------- | ---- | --------- |
| 1     | Fedrick Dacres   | JAM  | 64,80     |
| 2     | Ronald Julião    | BRA  | 64,65     |
| 3     | Russell Winger   | USA  | 62,64     |
| 4     | Jared Schuurmans | USA  | 62,32     |
| 5     | Jorge Fernández  | CUB  | 62,04     |
| 6     | Tim Nedow        | CAN  | 61,49     |
| 7     | Mauricio Ortega  | COL  | 61,33     |
| 8     | Mario Cota       | MEX  | 59,89     |

23. Juli

### Hammerwurf
| Platz | Athlet           | Land | Weite (m) |
| ----- | ---------------- | ---- | --------- |
| 1     | Kibwe Johnson    | USA  | 75,46     |
| 2     | Roberto Janet    | CUB  | 74,78     |
| 3     | Conor McCullough | USA  | 73,74     |
| 4     | Wagner Domingos  | BRA  | 73,74     |
| 5     | Allan Wolski     | BRA  | 72,72     |
| 6     | Diego del Real   | MEX  | 71,74     |
| 7     | Roberto Sawyers  | CRC  | 70,95     |
| 8     | James Steacy     | CAN  | 69,75     |

22. Juli

### Speerwurf
| Platz | Athlet                  | Land | Weite (m) |
| ----- | ----------------------- | ---- | --------- |
| 1     | Keshorn Walcott         | TRI  | 83,27     |
| 2     | Riley Dolezal           | USA  | 81,62     |
| 3     | Júlio César de Oliveira | BRA  | 80,94     |
| 4     | Braian Toledo           | ARG  | 77,68     |
| 5     | Sean Furey              | USA  | 77,41     |
| 6     | Dayron Márquez          | COL  | 75,86     |
| 7     | Evan Karakolis          | CAN  | 75,09     |
| 8     | Guillermo Martínez      | CUB  | 74,79     |

24. Juli

### Zehnkampf
| Platz | Athlet                 | Land | Punkte |
| ----- | ---------------------- | ---- | ------ |
| 1     | Damian Warner          | CAN  | 8659   |
| 2     | Kurt Felix             | GRN  | 8269   |
| 3     | Luiz Alberto de Araújo | BRA  | 8179   |
| 4     | Felipe dos Santos      | BRA  | 8019   |
| 5     | Yordanis García        | CUB  | 7919   |
| 6     | Pat Arbour             | CAN  | 7502   |
| 7     | Lindon Victor          | GRN  | 7453   |
| 8     | Austin Bahner          | USA  | 7451   |

22./23. Juli

## Frauen

### 100 m
| Platz | Athletin           | Land | Zeit (s) |
| ----- | ------------------ | ---- | -------- |
| 1     | Sherone Simpson    | JAM  | 10,95    |
| 2     | Ángela Tenorio     | ECU  | 10,99    |
| 3     | Barbara Pierre     | USA  | 11,01    |
| 4     | Rosângela Santos   | BRA  | 11,04    |
| 5     | Kelly-Ann Baptiste | TRI  | 11,05    |
| 6     | Khamica Bingham    | CAN  | 11,13    |
| 7     | Ana Cláudia Silva  | BRA  | 11,15    |
| 8     | Semoy Hackett      | TRI  | 11,16    |

Finale: 22. Juli
Wind: 0,9 m/s

### 200 m
| Platz | Athletin            | Land | Zeit (s) |
| ----- | ------------------- | ---- | -------- |
| 1     | Kaylin Whitney      | USA  | 22,65    |
| 2     | Kyra Jefferson      | USA  | 22,72    |
| 3     | Simone Facey        | JAM  | 22,74    |
| 4     | Ángela Tenorio      | ECU  | 22,88    |
| 5     | Kerron Stewart      | JAM  | 23,07    |
| 6     | Kimberly Hyacinthe  | CAN  | 23,28    |
| 7     | Reyare Thomas       | TRI  | 23,32    |
|       | Anthonique Strachan | BAH  | DNF      |

Finale: 24. Juli
Wind: 1,1 m/s

### 400 m
| Platz | Athletin                 | Land | Zeit (s) |
| ----- | ------------------------ | ---- | -------- |
| 1     | Kendall Baisden          | USA  | 51,27    |
| 2     | Shakima Wimbley          | USA  | 51,36    |
| 3     | Kineke Alexander         | VIN  | 51,50    |
| 4     | Chrisann Gordon          | JAM  | 51,75    |
| 5     | Anastasia Le-Roy         | JAM  | 52,05    |
| 6     | Geisa Aparecida Coutinho | BRA  | 52,05    |
| 7     | Daisurami Bonne          | CUB  | 52,28    |
| 8     | Lisneidy Veitía          | CUB  | 52,44    |

Finale: 23. Juli

### 800 m
| Platz | Athletin          | Land | Zeit (min) |
| ----- | ----------------- | ---- | ---------- |
| 1     | Melissa Bishop    | CAN  | 1:59,62    |
| 2     | Alysia Montaño    | USA  | 1:59,76    |
| 3     | Flávia de Lima    | BRA  | 2:00,40    |
| 4     | Rose Mary Almanza | CUB  | 2:01,82    |
| 5     | Jessica Smith     | CAN  | 2:03,02    |
| 6     | Gabriela Medina   | MEX  | 2:03,91    |
| 7     | Phoebe Wright     | USA  | 2:04,17    |
| 8     | Kimarra McDonald  | JAM  | 2:04,37    |

Finale: 22. Juli

### 1500 m
| Platz | Athletin          | Land | Zeit (min) |
| ----- | ----------------- | ---- | ---------- |
| 1     | Muriel Coneo      | COL  | 4:09,05    |
| 2     | Nicole Sifuentes  | CAN  | 4:09,13    |
| 3     | Sasha Gollish     | CAN  | 4:10,11    |
| 4     | Cory McGee        | USA  | 4:11,12    |
| 5     | Flávia de Lima    | BRA  | 4:16,53    |
| 6     | Arletis Thaureaux | CUB  | 4:19,60    |
| 7     | Cristina Guevara  | MEX  | 4:20,40    |
| 8     | Andrea Ferris     | PAN  | 4:23,96    |

25. Juli

### 5000 m
| Platz | Athletin                 | Land | Zeit (min) |
| ----- | ------------------------ | ---- | ---------- |
| 1     | Juliana Paula dos Santos | BRA  | 15:45,97   |
| 2     | Brenda Flores            | MEX  | 15:47,19   |
| 3     | Kellyn Taylor            | USA  | 15:52,78   |
| 4     | Yudileyvis Castillo      | CUB  | 15:59,44   |
| 5     | Alisha Williams          | USA  | 16:01,59   |
| 6     | María Pastuña            | ECU  | 16:06,63   |
| 7     | Jessica O’Connell        | CAN  | 16:08,41   |
| 8     | Natasha Labeaud          | CAN  | 16:17,40   |

21. Juli

### 10.000 m
| Platz | Athletin            | Land | Zeit (min) |
| ----- | ------------------- | ---- | ---------- |
| 1     | Brenda Flores       | MEX  | 32:41,33   |
| 2     | Desiree Linden      | USA  | 32:43,99   |
| 3     | Lanni Marchant      | CAN  | 32:46,03   |
| 4     | Elizabeth Costello  | USA  | 32:53,52   |
| 5     | Inés Melchor        | PER  | 33:07,66   |
| 6     | Marisol Romero      | MEX  | 33:16,12   |
| 7     | Natasha Wodak       | CAN  | 33:20,14   |
| 8     | Tatiele de Carvalho | BRA  | 33:24,33   |

23. Juli

### Marathon
| Platz | Athletin                   | Land | Zeit (h)    |
| ----- | -------------------------- | ---- | ----------- |
| 1     | Adriana Aparecida da Silva | BRA  | 2:35:40     |
| 2     | Lindsay Flanagan           | USA  | 2:36:30     |
| 3     | Rachel Hannah              | CAN  | 2:41:06     |
| 4     | Marily dos Santos          | BRA  | 2:41:31     |
| 5     | Margarita Hernández        | MEX  | 2:41:57     |
| 6     | Rosa Chacha                | ECU  | 2:42:47     |
| 7     | Zuleima Amaya              | VEN  | 2:49:42     |
|       | Gladys Tejeda              | PER  | 2:33:03 DSQ |

18. Juli

### 100 m Hürden
| Platz | Athletin         | Land | Zeit (s) |
| ----- | ---------------- | ---- | -------- |
| 1     | Queen Harrison   | USA  | 12,52    |
| 2     | Tenaya Jones     | USA  | 12,84    |
| 3     | Nikkita Holder   | CAN  | 12,85    |
| 4     | Kimberly Laing   | JAM  | 12,95    |
| 5     | Phylicia George  | CAN  | 13,00    |
| 6     | Brigitte Merlano | COL  | 13,24    |
| 7     | Kierre Beckles   | BAR  | 13,24    |
| 8     | Yvette Lewis     | PAN  | 13,29    |

Finale: 21. Juli
Wind: 1,4 m/s

### 400 m Hürden
| Platz | Athletin           | Land | Zeit (s) |
| ----- | ------------------ | ---- | -------- |
| 1     | Shamier Little     | USA  | 55,50    |
| 2     | Sarah Wells        | CAN  | 56,17    |
| 3     | Déborah Rodríguez  | URU  | 56,41    |
| 4     | Zurian Hechavarría | CUB  | 56,72    |
| 5     | Sparkle McKnight   | TRI  | 57,30    |
| 6     | Zudikey Rodríguez  | MEX  | 57,65    |
| 7     | Sharolyn Scott     | CRC  | 58,65    |
| 8     | Jessica Gelibert   | HAI  | 60,23    |

Finale: 22. Juli

### 3000 m Hindernis
| Platz | Athletin             | Land | Zeit (min) |
| ----- | -------------------- | ---- | ---------- |
| 1     | Ashley Higginson     | USA  | 09:48,12   |
| 2     | Shalaya Kipp         | USA  | 09:49,96   |
| 3     | Geneviève Lalonde    | CAN  | 09:53,03   |
| 4     | Erin Teschuk         | CAN  | 10:02,33   |
| 5     | Ana Cristina Narváez | MEX  | 10:04,86   |
| 6     | Tatiane da Silva     | BRA  | 10:10,73   |
| 7     | Belén Casetta        | ARG  | 10:24,54   |
| 8     | Cinthia Páucar       | PER  | 10:35,16   |

24. Juli

### 4 × 100 m Staffel
| Platz | Land               | Athletinnen                                                           | Zeit (s) |
| ----- | ------------------ | --------------------------------------------------------------------- | -------- |
| 1     | Vereinigte Staaten | Barbara Pierre LaKeisha Lawson Morolake Akinosun Kaylin Whitney       | 42,58    |
| 2     | Jamaika            | S. Henry-Robinson Kerron Stewart Schillonie Calvert Simone Facey      | 42,68    |
| 3     | Kanada             | Crystal Emmanuel Kimberly Hyacinthe Jellisa Westney Khamica Bingham   | 43,00    |
| 4     | Brasilien          | Vitória Cristina Rosa Vanusa dos Santos Bruna Farias Rosângela Santos | 43,01    |
| 5     | Venezuela          | Wilmary Álvarez Andrea Purica Nediam Vargas Nercely Soto              | 44,13    |
| 6     | Puerto Rico        | Dayleen Santana Celiangely Morales Beatriz Cruz Genoiska Cancel       | 44,27    |
| 7     | Bahamas            | Devynne Charlton Sheniqua Ferguson Tayla Carter Adanaca Brown         | 44,38    |
|       | Kuba               | Belkis Milanes Arialis Gandulla Geylis Montes Dulaimi Odelín          | DNF      |

25. Juli

### 4 × 400 m Staffel
| Platz | Land                | Athletinnen                                                         | Zeit (min) |
| ----- | ------------------- | ------------------------------------------------------------------- | ---------- |
| 1     | Vereinigte Staaten  | Shamier Little Kyra Jefferson Shakima Wimbley Kendall Baisden       | 3:25,68    |
| 2     | Jamaika             | Anastasia Le-Roy Verone Chambers Chrisann Gordon Bobby-Gaye Wilkins | 3:27,27    |
| 3     | Kanada              | Brianne Theisen-Eaton Taylor Sharpe Sage Watson Sarah Wells         | 3:27,74    |
| 4     | Kuba                | Lisneidy Veitía Yaimeisi Borlot Gilda Casanova Daisurami Bonne      | 3:31,22    |
| 5     | Bahamas             | Lanece Clarke Christine Amertil Carmiesha Cox Katrina Seymour       | 3:31,60    |
| 6     | Puerto Rico         | Carol Rodríguez Alethia Marrero Grace Claxton Pariis García         | 3:33,16    |
| 7     | Trinidad und Tobago | Janeil Bellille Romona Modeste Alena Brooks Sparkle McKnight        | 3:33,31    |
|       | Barbados            | Nadia Cummins Sada Williams Sade Sealy Tia-Adana Belle              | DQ         |

25. Juli
Die Stafette aus Barbados wurde wegen Bahnüberschreitung disqualifiziert.

### 20 km Gehen
| Platz | Athletin                 | Land | Zeit (h) |
| ----- | ------------------------ | ---- | -------- |
| 1     | María Guadalupe González | MEX  | 1:29:24  |
| 2     | Érica de Sena            | BRA  | 1:30:03  |
| 3     | Paola Pérez              | ECU  | 1:31:53  |
| 4     | Sandra Arenas            | COL  | 1:32:36  |
| 5     | Kimberly García          | PER  | 1:32:45  |
| 6     | Rachel Seaman            | CAN  | 1:32:49  |
| 7     | Maria Michta-Coffey      | USA  | 1:33:07  |
| 8     | Alejandra Ortega         | MEX  | 1:35:03  |

19. Juli

### Hochsprung
| Platz | Athlet              | Land | Höhe (m) |
| ----- | ------------------- | ---- | -------- |
| 1     | Levern Spencer      | LCA  | 1,94     |
| 2     | Priscilla Frederick | ANT  | 1,91     |
| 3     | Akela Jones         | BAR  | 1,91     |
| 4     | Maya Pressley       | USA  | 1,88     |
| 5     | Jeanelle Scheper    | LCA  | 1,88     |
| 6     | Kimberly Williamson | JAM  | 1,88     |
| 7     | Alyxandria Treasure | CAN  | 1,85     |
| 8     | Ximena Esquivel     | MEX  | 1,80     |

22. Juli

### Stabhochsprung
| Platz | Athletin            | Land | Höhe (m) |
| ----- | ------------------- | ---- | -------- |
| 1     | Yarisley Silva      | CUB  | 4,85     |
| 2     | Fabiana Murer       | BRA  | 4,80     |
| 3     | Jennifer Suhr       | USA  | 4,60     |
| 4     | Demi Payne          | USA  | 4,50     |
| 5     | Kelsie Ahbe         | CAN  | 4,40     |
| 6     | Robeilys Peinado    | VEN  | 4,40     |
| 7     | Mélanie Blouin      | CAN  | 4,15     |
| 7     | Karla Rosa da Silva | BRA  | 4,15     |

23. Juli

### Weitsprung
| Platz | Athletin              | Land | Weite (m) |
| ----- | --------------------- | ---- | --------- |
| 1     | Christabel Nettey     | CAN  | 6,90      |
| 2     | Bianca Stuart         | BAH  | 6,69      |
| 3     | Sha'Keela Saunders    | USA  | 6,66      |
| 4     | Brianne Theisen-Eaton | CAN  | 6,64      |
| 5     | Chantel Malone        | IVB  | 6,62      |
| 6     | Akela Jones           | BAR  | 6,60      |
| 7     | Irisdaymi Herrera     | CUB  | 6,50 w    |
| 8     | Quanesha Burks        | USA  | 6,47      |

24. Juli

### Dreisprung
| Platz | Athletin           | Land | Weite (m) |
| ----- | ------------------ | ---- | --------- |
| 1     | Caterine Ibargüen  | COL  | 15,08 w   |
| 2     | Keila Costa        | BRA  | 14,50 w   |
| 3     | Yosiris Urrutia    | COL  | 14,38 w   |
| 4     | Yulimar Rojas      | VEN  | 14,37 w   |
| 5     | Daylenis Alcántara | CUB  | 14,04 w   |
| 6     | Liadagmis Povea    | CUB  | 13,97 w   |
| 7     | Christina Epps     | USA  | 13,85     |
| 8     | Ayanna Alexander   | TRI  | 13,83     |

21. Juli

### Kugelstoßen
| Platz | Athletin                  | Land | Weite (m) |
| ----- | ------------------------- | ---- | --------- |
| 1     | Cleopatra Borel           | TRI  | 18,67     |
| 2     | Jillian Camarena-Williams | USA  | 18,65     |
| 3     | Natalia Duco              | CHI  | 18,01     |
| 4     | Yaniuvis López            | CUB  | 17,78     |
| 5     | Danniel Thomas            | JAM  | 17,76     |
| 6     | Jeneva Stevens            | USA  | 17,63     |
| 7     | Saily Viart               | CUB  | 17,50     |
| 8     | Ahymará Espinoza          | VEN  | 17,29     |

22. Juli

### Diskuswurf
| Platz | Athletin            | Land | Weite (m) |
| ----- | ------------------- | ---- | --------- |
| 1     | Denia Caballero     | CUB  | 65,39     |
| 2     | Yaimé Pérez         | CUB  | 64,99     |
| 3     | Gia Lewis-Smallwood | USA  | 61,26     |
| 4     | Fernanda Martins    | BRA  | 60,50     |
| 5     | Karen Gallardo      | CHI  | 59,11     |
| 6     | Andressa de Morais  | BRA  | 58,08     |
| 7     | Kelsey Card         | USA  | 57,00     |
| 8     | Rocío Comba         | ARG  | 55,80     |

24. Juli

### Hammerwurf
| Platz | Athletin          | Land | Weite (m) |
| ----- | ----------------- | ---- | --------- |
| 1     | Rosa Rodríguez    | VEN  | 71,61     |
| 2     | Amber Campbell    | USA  | 71,22     |
| 3     | Sultana Frizell   | CAN  | 69,51     |
| 4     | DeAnna Price      | USA  | 68,84     |
| 5     | Yirisleydi Ford   | CUB  | 65,73     |
| 6     | Ariannis Vichy    | CUB  | 65,60     |
| 7     | Jennifer Dahlgren | ARG  | 65,33     |

21. Juli

### Speerwurf
| Platz | Athletin              | Land | Weite (m) |
| ----- | --------------------- | ---- | --------- |
| 1     | Elizabeth Gleadle     | CAN  | 62,83     |
| 2     | Kara Winger           | USA  | 61,44     |
| 3     | Jucilene de Lima      | BRA  | 60,42     |
| 4     | Laila Ferrer de Silva | BRA  | 58,19     |
| 5     | Flor Ruíz             | COL  | 58,08     |
| 6     | Yulenmis Aguilar      | CUB  | 57,87     |
| 7     | Melissa Fraser        | CAN  | 52,20     |
| 8     | Hannah Carson         | USA  | 51,93     |

21. Juli

### Siebenkampf
| Platz | Athletin            | Land | Punkte |
| ----- | ------------------- | ---- | ------ |
| 1     | Yorgelis Rodríguez  | CUB  | 6332   |
| 2     | Heather Miller-Koch | USA  | 6178   |
| 3     | Vanessa Spínola     | BRA  | 6035   |
| 4     | Evelis Aguilar      | COL  | 5930   |
| 5     | Yusleidys Mendieta  | CUB  | 5860   |
| 6     | Breanna Leslie      | USA  | 5844   |
| 7     | Alysbeth Félix      | PUR  | 5810   |
| 8     | Jessamyn Sauceda    | MEX  | 5786   |

24./25. Juli